# Hans Prytz
Hans Prytz, född 1963 i Göteborg, är en svensk fotbollsspelare som spelade i Örgryte Idrottssällskap, BK Häcken och Stenungsunds IF. Prytz började redan som pojklagsspelare i Örgryte och debuterade i som artonåring i A-laget 1981. Han vann SM-guld med klubben 1985 och spelade sin sista säsong 1991. Säsongen 1992 spelade han i BK Häcken. 
Han spelade i Stenungsunds IF 1993-1996, därefter inledde han sin tränarkarriär, först som hjälptränare i Stenungsunds IF och Gunnilse IS. 
2002 började Prytz som huvudtränare för IK Zeniths damfotbollslag i division 1 och 2005 gick han till Jitex BK i Damallsvenskan. Under 2007–2008 hade han ett uppehåll från damfotbollen men återvände 2009 han som tränare, till Jitex. 
Prytz tränade från och med 2012 Örgryte IS men fick under sommaruppehållet 2013 sparken tillsammans med sin assisterande tränare Jonas Karlén.
Hans Prytz är bror till Anders Prytz, landslagsman i friidrott och Jonas Prytz, landslagsman i gymnastik.